# Nederlandse koloniën

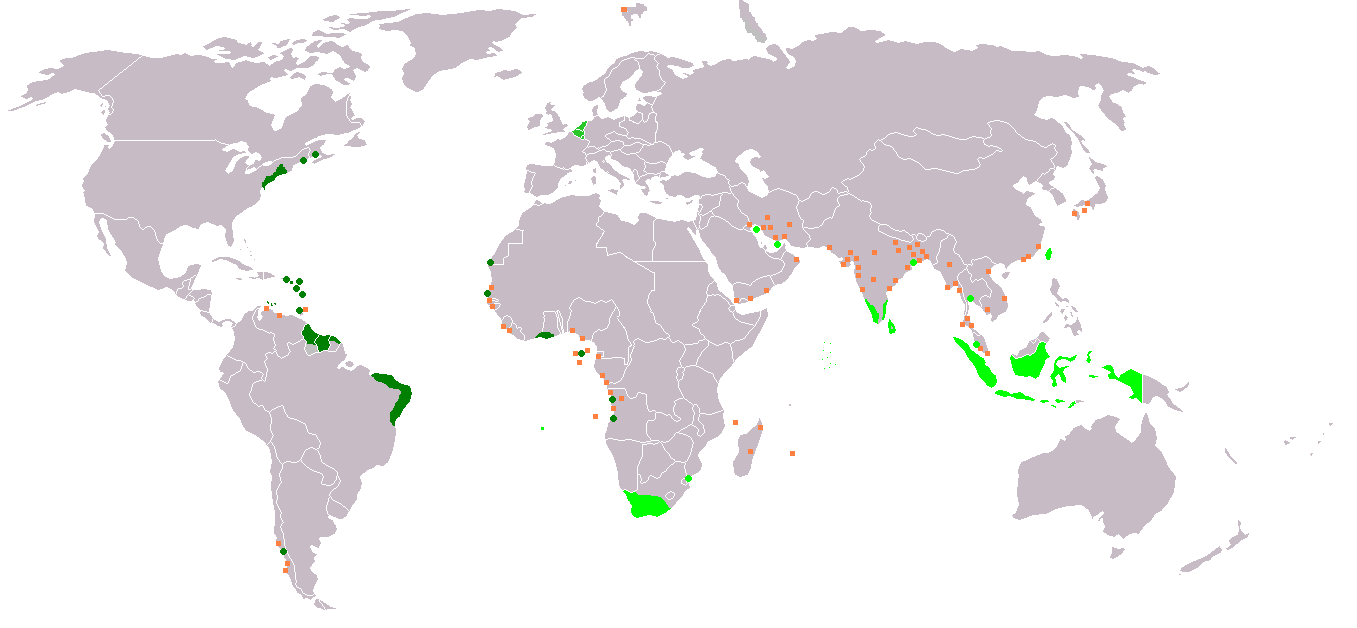
Nederland en koloniën.

De Republiek der Zeven Verenigde Nederlanden en het Koninkrijk der Nederlanden (vanaf 1815) hebben diverse koloniën in bezit gehad. Dit koloniale rijk viel uiteen na de Tweede Wereldoorlog.

## Opbouw
Tijdens de Gouden Eeuw was de Republiek der Zeven Verenigde Nederlanden, via de Vereenigde Oostindische Compagnie (VOC) en de West-Indische Compagnie (WIC) een kleine koloniale mogendheid.
Koloniën onder heerschappij van de VOC waren:
- Amboina en de Banda-eilanden (de Molukken in het huidige Indonesië);
- Batavia en Java's Noordoostkust (op Java in het huidige Indonesië);
- Bengalen (in het huidige Bangladesh);
- Ceylon (tegenwoordig Sri Lanka);
- Kaapkolonie (tegenwoordig Zuid-Afrika);
- Kust van Coromandel (in het huidige India);
- Nederlands-Celebes (Sulawesi in het huidige Indonesië);
- Nederlands-Formosa (westelijke vlakte van Taiwan);
- Nederlands-Malabar (in het huidige India, in Malabar);
- Nederlands-Malakka (in het huidige Maleisië);
- Suratte (in het huidige India);
- Westkust van Sumatra rond Padang (in het huidige Indonesië).

Onder heerschappij van de WIC:
- Arguin (eiland langs de kust van Mauritanië);
- Curaçao, inclusief Aruba en Bonaire;
- Loango-Angolakust (in het huidige Angola);
- Nederlands-Brazilië (lag in het huidige Brazilië);
- Nederlands-Guiana, bestaande uit Essequebo en Demerary, Berbice en Suriname (het huidige Guyana en Suriname);
- Nederlandse Goudkust (lag in het huidige Ghana);
- Nederlandse Maagdeneilanden (de huidige Amerikaanse en Britse Maagdeneilanden);
- Nieuw-Nederland (lag in de huidige staat New York);
- Nieuw Walcheren (lag op het eiland Tobago);
- Sint Maarten;
- Sint Eustatius, inclusief Saba;
- Slavenkust (lag onder andere in Benin, Togo en Nigeria).

Na de Franse tijd bleven het Verenigd Koninkrijk der Nederlanden en later het Koninkrijk der Nederlanden aanvankelijk de baas in:
- Curaçao en Onderhorigheden (vanaf 1948 de Nederlandse Antillen genoemd);
- Nederlands-Indië (inclusief Nederlands-Nieuw-Guinea);
- Nederlandse Goudkust (tot 1872);
- Suriname.

In die tijd bezetten de Nederlandse koloniale bezittingen qua territoriale omvang de tweede plaats, na het Verenigd Koninkrijk.

## Dekolonisatie

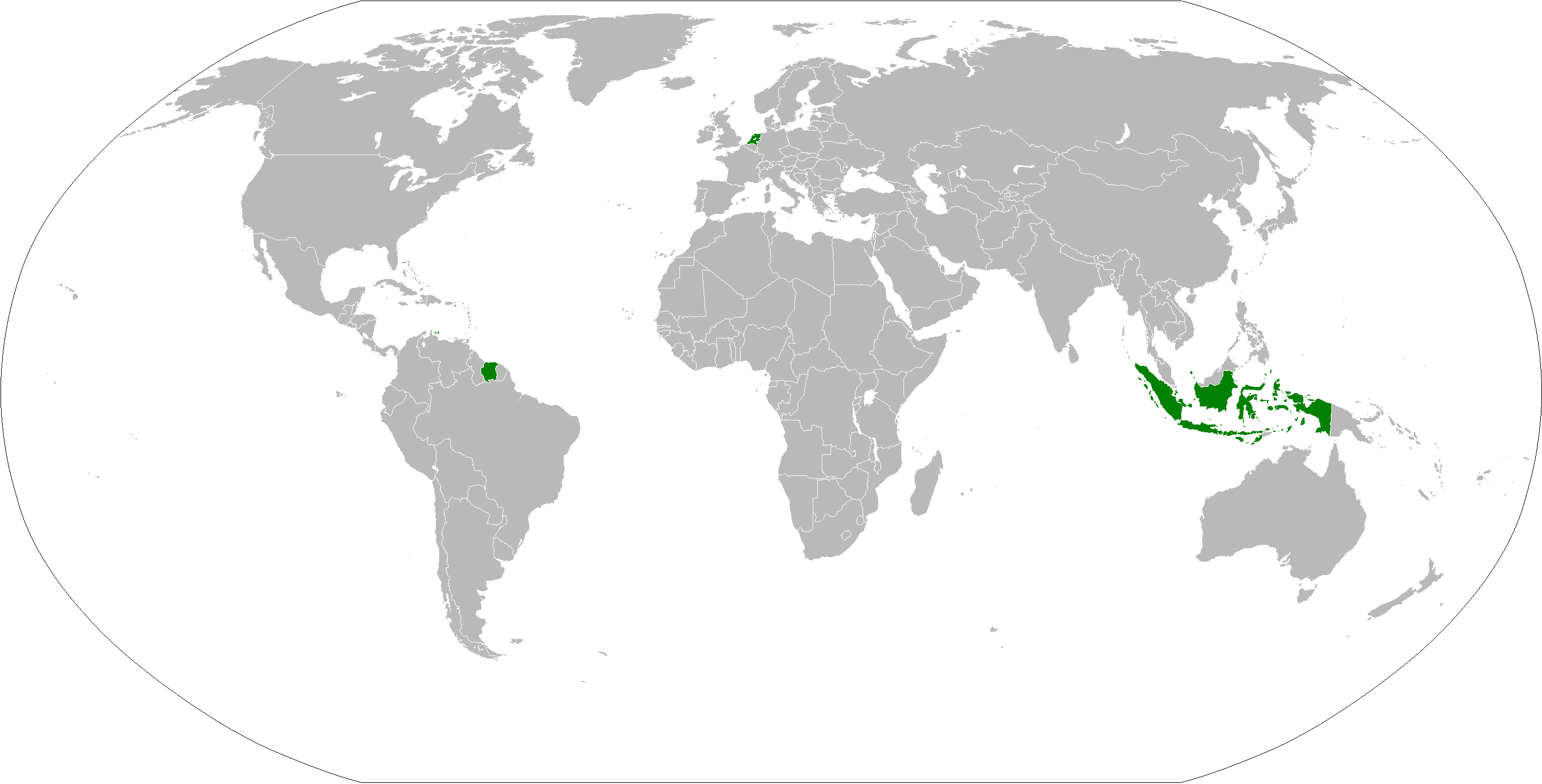
Nederland en zijn koloniën aan de vooravond van de Tweede Wereldoorlog

Na de Tweede Wereldoorlog begon, net als alle andere koloniale rijken, ook het Nederlandse te verbrokkelen.
In 1945 verklaarde een groep inheemse vrijheidsstrijders op Java in Nederlands-Indië zich na de terugtrekking van de Japanse bezettingstroepen, door het uitroepen van de Republik Indonesia, eenzijdig onafhankelijk. Door middel van de zogenaamde politionele acties probeerde Nederland het land binnen het Koninkrijk te houden, maar in 1949 erkende Nederland onder grote internationale druk de onafhankelijkheid van het land, dat nu Indonesië heet. In 1950 werden ook de Molukken aan Indonesië overgedragen. De Nederlanders behielden echter Nederlands-Nieuw-Guinea.
In 1954 maakte het Statuut voor het Koninkrijk der Nederlanden Suriname en de Nederlandse Antillen autonome landen binnen het Koninkrijk der Nederlanden.
In 1963 werd Nederlands-Nieuw-Guinea onder druk van de Verenigde Staten en de Verenigde Naties overgedragen aan Indonesië.
In 1975 werd Suriname geheel onafhankelijk. Het land heet nog steeds Suriname en de officiële landstaal is er nog altijd Nederlands.
Aruba splitste zich op 1 januari 1986 af van de Nederlandse Antillen en werd een apart land binnen het Koninkrijk der Nederlanden (status aparte).
Op 10 oktober 2010 hielden de Nederlandse Antillen als land op te bestaan. Bonaire, Saba en Sint Eustatius werden als openbare lichamen (Caribisch Nederland) onderdeel van Nederland. Ze worden ook wel aangeduid als bijzondere gemeenten. De drie eilanden behouden in eerste instantie hun LGO-status (Landen en Gebieden Overzee) binnen de Europese Unie. Vijf jaar na de toetreding tot het Nederlands staatsbestel zal de verhouding tussen de EU en de eilanden opnieuw worden bekeken. Curaçao en Sint Maarten werden net als Aruba autonome landen binnen het Koninkrijk der Nederlanden en houden waarschijnlijk de status van LGO. Een overgang naar Ultraperifeer gebied (UPR) wordt overwogen.